# Đặng Duy Báu
Đặng Duy Báu (tên khác: Nhà báo Hoàng Duy) là chính trị gia người Việt Nam. Ông từng là Chủ tịch Hội đồng nhân dân tỉnh Hà Tĩnh, Bí thư Tỉnh ủy Hà Tĩnh (1996-2005).

## Tiểu sử
Đặng Duy Báu có bằng tiến sĩ.
Từ năm 1996 đến năm 2005, Đặng Duy Báu là Chủ tịch Hội đồng nhân dân tỉnh Hà Tĩnh, Bí thư Tỉnh ủy Hà Tĩnh.

## Tác phẩm
- Sách "Hồ Chí Minh sống mãi", Nhà xuất bản Hội nhà văn Việt Nam, 2017.[4]
- Sách "Đón anh về", Nhà xuất bản Hội nhà văn Việt Nam, 2012.[5]

## Gia đình
Đặng Duy Báu có 2 con gái và 1 con trai:
- Con gái đầu là Đặng Thu Giang, làm giáo viên tại Hà Nội.
- Con gái thứ 2 là Đặng Thị Quỳnh Diệp, sinh năm 1974, Bí thư Huyện uỷ Can Lộc, tỉnh Hà Tĩnh.
- Con trai út là Đặng Quốc Khánh, sinh năm 1976, nguyên Bộ trưởng Bộ Tài nguyên và Môi trường.[3]